# Edictum Rothari

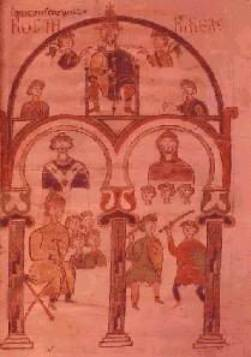
Il·lustració en un manuscrit de l'edicte.

L'edictum Rothari va ser la primera recol·lecció escrita de les lleis dels llombards, promulgat el 22 de novembre del 643 pel rei Rotari, fins aleshores vinculada a la transmissió oral.
L'edicte va ser compost en llatí -encara que en el text hi ha nombroses paraules llombardes, en forma més o menys llatinitzada, i això ho converteix també en un document interessant per a l'estudi de la llengua llombarda- i reuneix en forma orgànica les antigues lleis del poble llombard, encara que es nota la influència del dret romà. Segons el principi de la personalitat de la llei, l'edicte era vàlid només per a la població italiana d'origen llombard; la d'origen romà subjecta al domini llombard romania regulada pel dret romà, codificat en aquells dies en el Digest, promulgat per l'emperador Justinià I el 533. Més tard, sota el regnat del rei Liutprand (712-743), es va considerar que la majoria dels habitants de la Itàlia llombarda, independentment de la seva ascendència, eren llombards i havien de seguir, per tant, la Llei llombarda.
L'edictum Rothari, en el seu contingut, és un conjunt de codis que busquen recompondre les relacions entre els ciutadans substituint les venjances amb pagaments monetaris. La diferència de pena d'acord amb qui cometi els delictes i amb qui els pateixi denota com la societat llombarda de l'època estava ja notablement estratificada. Particularment significativa és la diferència de pena per matar el cònjuge: si és la dona la que mata el seu espòs, aquesta és condemnada a mort; tanmateix, si és el marit qui mata la seva dona, aquest ha de pagar una multa. Encara que la suma a pagar era tan alta que aquests assassins acabaven sotmesos a treballs forçats.
L'única còpia existent es conserva en el Museu de la Catedral de Vercelli i no està exposada al públic.

## Contingut i addicions
Els articles de l'edicte es van codificar en un cert ordre:
- Articles 1-14 - delictes polítics;
- Articles 15-145 - delictes contra la persona;
- Articles 146-152 - delictes contra la propietat;
- Articles 153-167 - herència;
- Articles 168-177 - donació;
- Articles 178-222 - dret de família;
- Articles 223-226 - alliberació dels esclaus;
- Articles 227-358 - drets de propietat i de les relacions de dret civil;
- Articles 359-365 - descripció dels procediments individuals;
- Articles 366-388 - especialment les relacions regulars.

L'edicte es va complementar l'any 668, amb 9 articles redactats pel rei Grimoald; als anys 713-735, amb 153 articles més del rei Liutprand; als anys 745-746 amb 14 articles més del rei Ratquis; i finalment el rei Aistulf hi afegí l'any 750 un primer grup de 9 articles i l'any 755 uns altres 13 articles.
L'edicte de Rothari es va mantenir vigent al sud d'Itàlia (especialment a Longobardia) als segles XI-XII i va ser abolit parcialment el 1140 pel rei Roger II de Sicília a Ariano Irpino, ja que trobava algunes lleis llombardes arcaiques o ridícules. Fent una descripció a una llei de l'edicte, el rei de Sicília, va exclamar: «Quina absurditat atribuir la mateixa importància al fet de tallar la cua d'un cavall i a tibar de la barba a un home honorable!».